# Děpoltovice (zámek)
Děpoltovice jsou zámek ve stejnojmenné vesnici v okrese Karlovy Vary. Tvoří ho areál poplužního dvora s tzv. starým a novým zámkem. Od roku 1964 je chráněn jako kulturní památka.

## Historie

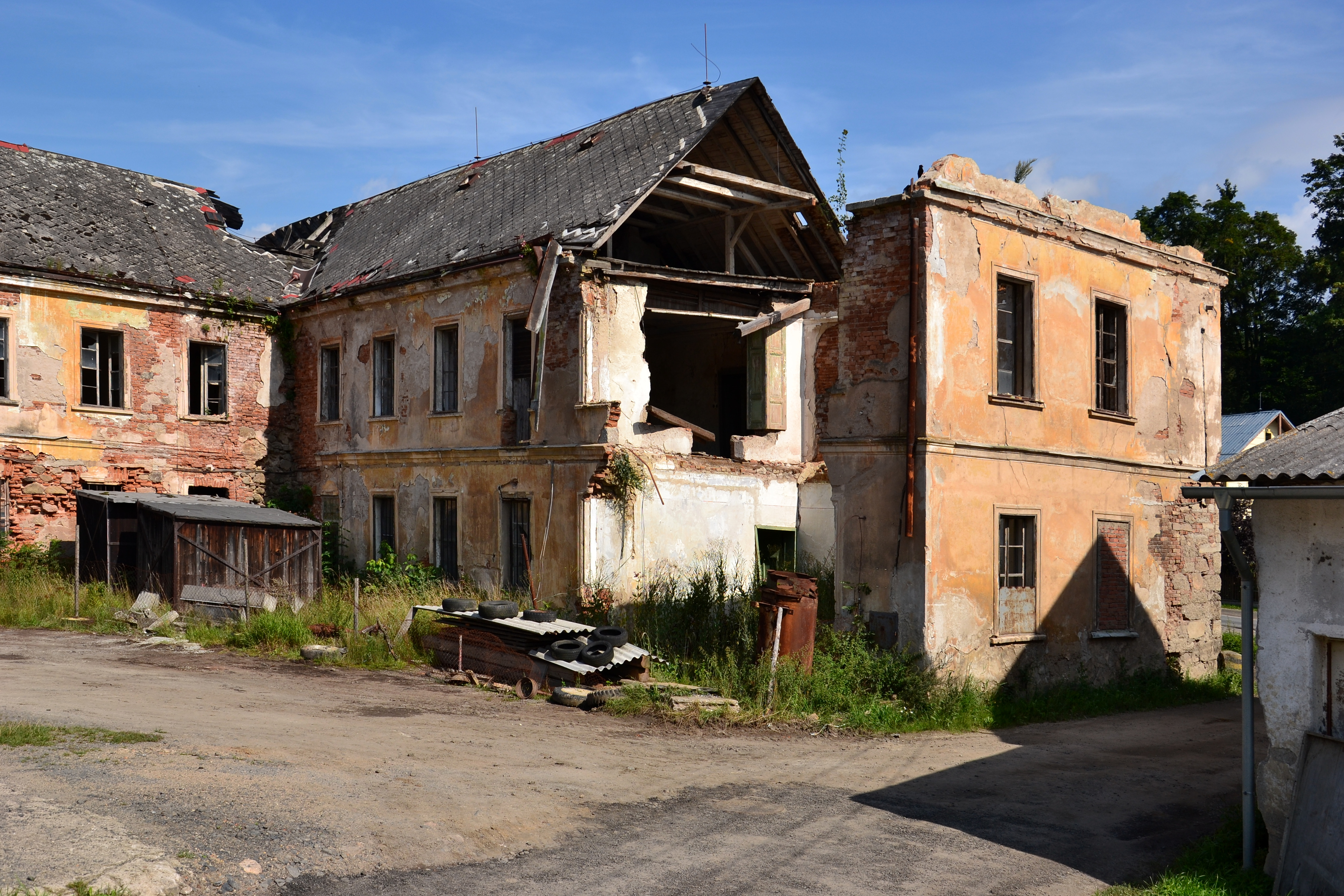
Starší křídlo nového zámku se zřícenou zdí a s propadlým krovem

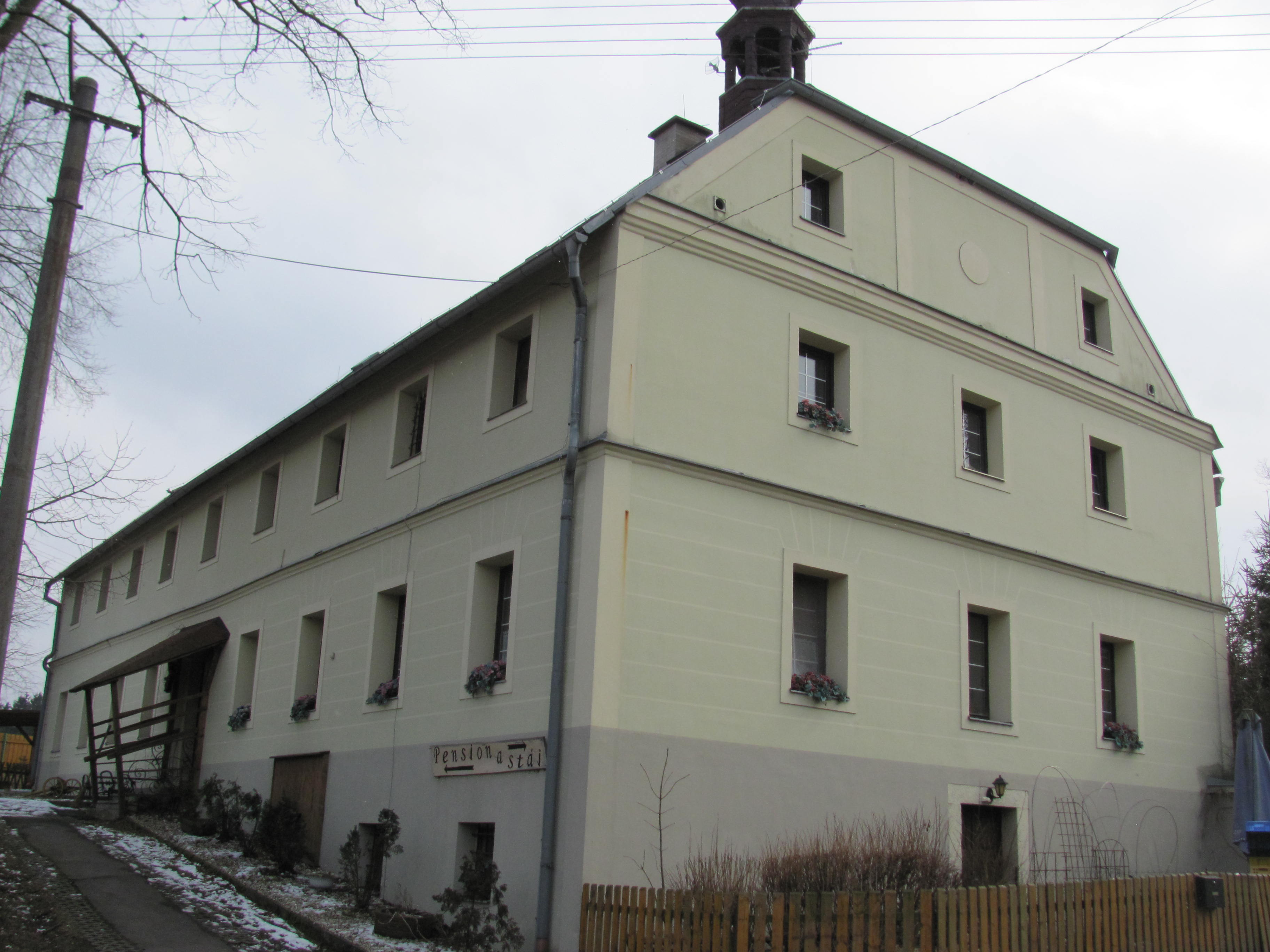
Opravený starý zámek

Ačkoliv první písemná zmínka o Děpoltovicích pochází z roku 1273, centrum samostatného panství s tvrzí zde vzniklo až ve druhé polovině šestnáctého století, kdy patřilo nejdecké větvi Šliků. Zdejší tvrz se v písemných pramenech objevuje až v roce 1594, kdy ji Štefan Šlik prodal Jáchymovi z Jonu. Jáchym ji v roce 1602 prodal zpět Štefanu Šlikovi, který tvrz přenechal své manželce Anně Marii ze Švamberka. Po ní ji zdědila sestra Saloména ze Švamberka, provdaná z Viršperka, ale v roce 1630 panství prodala Janu Jáchymu Ratibořskému ze Chcebuze. Během jeho života se statek velmi zadlužil, a proto byl roku 1645 prodán. Kupcem se stal Julius Jindřich Sasko-Lauenburský, který Děpoltovice připojil k ostrovskému panství. Někdy ve druhé polovině sedmnáctého století vznikl nový zámek, a původní obytná budova byla upravena k hospodářským účelům.
Děpoltovice zůstaly součástí ostrovského panství do roku 1789, kdy připadly koruně. Až v roce 1819 je koupil spolu s Ruprechtovem, Otovicemi a Přemilovicemi Friedrich Neupauer za 111 tisíc zlatých a mezi lety 1819–1843 byl nový zámek rozšířen o delší severní křídlo. Dalšími majiteli se stali textilní podnikatel, armádní dodavatel a průkopník cukrovarnictví Jakub Veith (1758–1833), od roku 1839 jeho dcera Anna, ve druhé polovině devatenáctého století Korbové z Weidenheimu, dále syn nobilitovaného bankéře a podnikatel Hermann (Heřman) Königswarter (1864–1915) a od 16. června 1908 bratři Weberovi z Rybářů u Karlových Varů[zdroj⁠?!]. Posledními majiteli, kteří zámek vlastnili až do roku 1945, byli manželé Oskar a Emilie Moserovi.

## Stavební podoba
Starý zámek stojí v jižním nároží poplužního dvora. Dochovala se z něj jednopatrová budova s polovalbovou střechou, ze které vybíhá věžička. Z doby před utilitárními úpravami pochází pouze obvodové zdivo a některé zdi v přízemí. Budova byla v devadesátých letech dvacátého století opravena a přizpůsobena provozu penzionu s restaurací.
Protilehlý nový zámek byl postaven v empírovém slohu. Původní křídlo stojí podél silnice, ke které se v přízemí otevírá slepými arkádami. Mladší křídlo z devatenáctého století má třináct okenních os a nádvorní stranu zdůrazňuje středový tříosý rizalit s trojúhelníkovým štítem. Podle popisu z roku 2006 je budova nového zámku v havarijním stavu s narušeným zdivem, rozbitými okny a částečně propadlými krovy a stropy.